# 마름오목

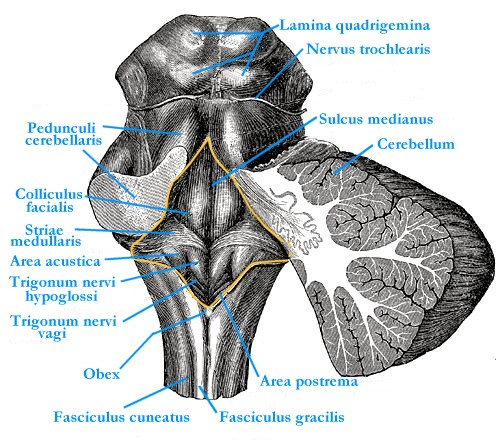
능형와

마름오목(rhomboid fossa) 또는 능형와는 제4뇌실의 앞쪽 부분에 있는 마름모 모양의 오목한 부분이다. 다리뇌의 뒤쪽과 숨뇌로 형성된 앞쪽 벽은 제4뇌실의 바닥을 구성한다.
이는 척수와 연속된 얇은 회색질 층으로 덮여 있다. 이것의 표면에는 뇌실의 뇌실막을 구성하고 섬모상피층을 지지하는 신경교세포의 얇은 판이 있다.

## 같이 보기
- 섬유단 (funiculus)

- 앞섬유단 (anterior funiculus, 전삭)
- 가쪽섬유단 (lateral funiculus, 측삭)
- 뒤섬유단 (posterior funiculus, 후삭)
- 분리섬유단 (funiculus separans, 분리삭)

- 미주신경삼각 (vagal trigone)
- 등쪽기둥–안쪽섬유띠 경로 (dorsal column–medial lemniscus pathway, DCML)
- 신경다발 (nerve fascicle, 신경속)